# Біогерми

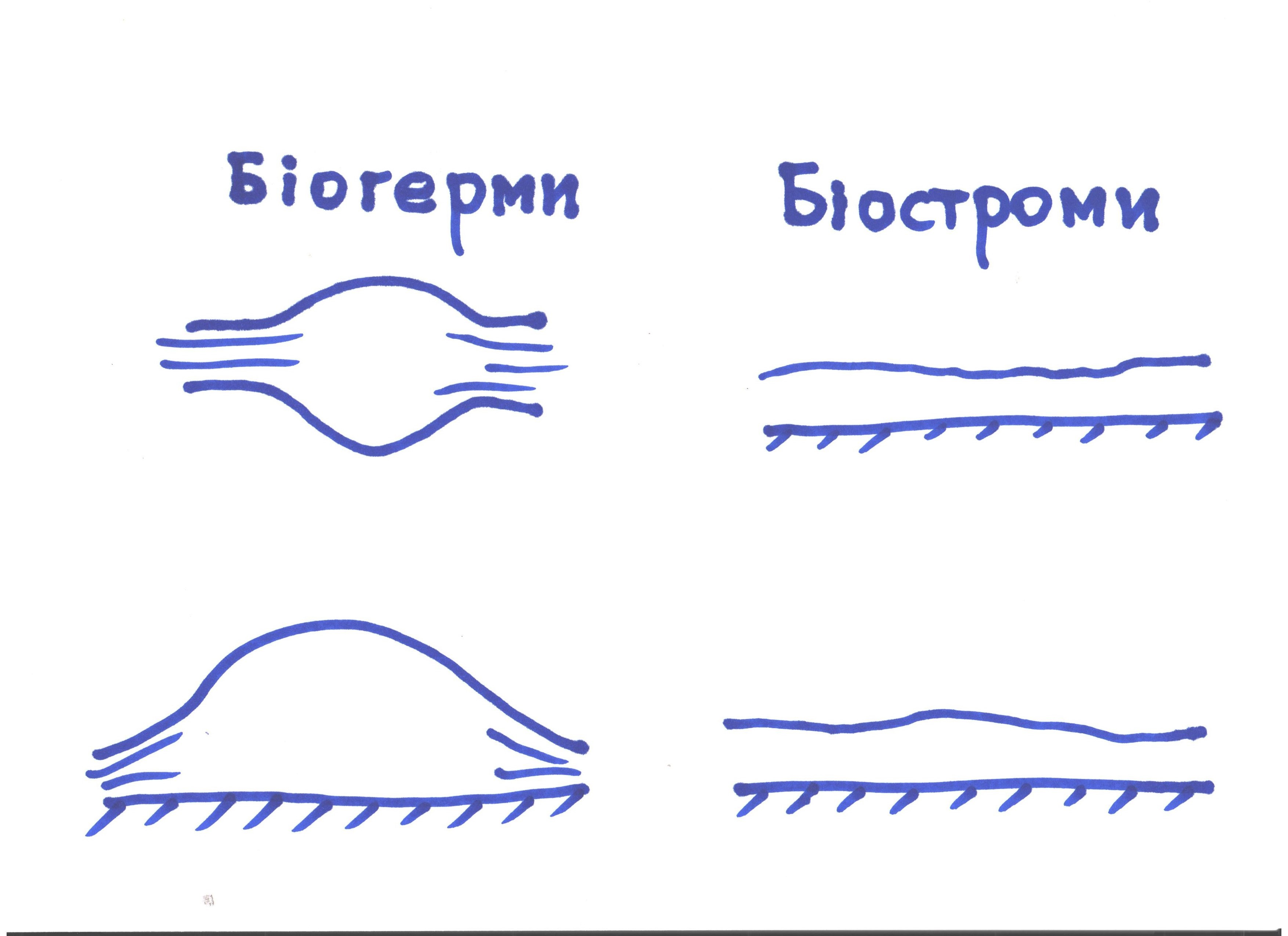

Біогерми (від грец. Bios — життя і herma — підводна скеля, пагорб) — це вапнякові курганоподібні структури, горби і пагорби на дні морів і озер, що утворені коралами, губками, моховинками, водоростями і ін., вапняковими відкладеннями, які після відмирання зберігають фіксоване положення.
Складаються в основному із скелетів або оболонок карбонат-секретних організмів. Деякі з них є справжніми рифами in situ.
Розміри біогерм — від декількох см до сотень м у висоту і до декількох км по площі, форма — від лінзоподібної до штокоподібної. Характерні для рифових фацій; зазвичай служать основою при рифоутворенні. Зустрічаються серед морських і прісноводних відкладень.